# Brachyachne tenella
Brachyachne tenella är en gräsart som först beskrevs av Robert Brown, och fick sitt nu gällande namn av Charles Edward Hubbard. Brachyachne tenella ingår i släktet Brachyachne och familjen gräs. Inga underarter finns listade i Catalogue of Life.